# Berliner Saxophon Quartett
Das Berliner Saxophon Quartett ist ein 1983 gegründetes Kammermusikensemble. Seine Mitglieder sind:
- Clemens Hoffmann, Sopransaxophon
- Theo Nabicht, Altsaxophon
- Christof Griese, Tenorsaxophon (Gründungsmitglied)
- Friedemann Graef, Baritonsaxophon

Mitglieder waren zeitweise auch Matthias Zippel, Klaus Kreczmarsky, Rainer Ehrhardt und Detlef Bensmann.
Das vielfältige Repertoire umfasst anspruchsvolle Unterhaltungsmusik, Originalkompositionen, Jazz und zeitgenössische „ernste Musik“ sowie Transkriptionen z. B. der Kunst der Fuge von Bach.
Sie tourten 1993 bis 1997 in den USA, wobei sie in der Carnegie Hall ein Konzert mit neun Uraufführungen amerikanischer Komponisten gaben. Des Weiteren hatten sie Tourneen durch Frankreich, Ungarn, Italien, Luxemburg und Polen.
Sie spielten eine Reihe von CDs ein, darunter Musique pour faire plaisir und 12 notes, 4 musicians and the blues (BIT Musikverlag, Berlin), Renaissance (cpo-Records, Osnabrück, 2011), Die Kunst der Fuge (cpo-Records), Saxophon Quartette, Vol. 2 (150 Jahre Saxophonquartette) und Das Saxophon (Koch Records), Saxophonie (Opus Records), Emsdettener Totentanz (MCC, Boston, Kompositionen von William Thomas McKinley und Friedemann Graef) und CD-Aufnahmen der Komponisten Werner Haentjes, Michael Sell, Dietrich Erdmann und Harald Genzmer.